# Embaixada da Bielorrússia em Moscou
A Embaixada da Bielorrússia em Moscou é a principal missão diplomática da República da Bielorrússia na Federação Russa. Está situada na Rua Maroseika, 17 (em russo:  ул. Маросейка 17) no distrito de Basmanny de Moscou. O atual embaixador é Krutoy Dmitry Nikolaevich.
A embaixada é localizada em um antigo palácio de propriedade do conde Piotr Rumiantsev, construído em 1782. Após a Revolução de Outubro, o edifício foi nacionalizado e posteriormente transferido para o governo da República Socialista Soviética da Bielorrússia e acolheu a representação oficial da república junto do governo central da União Soviética. Após a dissolução da União Soviética, a representação oficial foi transformada na embaixada da independente República da Bielorrússia.
Desde a década de 1990, a embaixada tornou-se um local frequentemente palco de protestos contra o regime de Aleksandr Lukashenko por membros da diáspora bielorrussa e seus apoiadores russos. Em 2020 e 2021, inúmeras manifestações de solidariedade com os protestos na Bielorrússia ocorreram em frente à embaixada.